# Лимфангиома
{{в настоящее время - по современным научным взглядам (по данным ISSVA ) данное образование носит название лимфатическая мальформация или лимфовенозная мальформация}}
Лимфангио́ма — доброкачественная опухоль, а по современным данным - порок развития лимфатических сосудов, зачастую возникающая ещё при внутриутробном развитии. Клетки опухоли происходят из стенок лимфатических сосудов, тело опухоли макроскопически представляет собой тонкостенную полость различных размеров от 1 мм до нескольких сантиметров. Данные опухоли составляют приблизительно 10—12 % всех доброкачественных новообразований у детей.

## Определение
Термином «лимфангиома» исторически объединяют несколько патологий.
Лимфангиома (lymphangioma) — новообразование, состоящее из лифатических сосудов, являющаяся в одних случаях опухолью — бластомой, в других представляя собой порок развития. Истинные лимфангиомы — очень редкие опухоли. ... Большинство лимфангиом — простое расширение лимфатических сосудов, порочно заложенных в том или др. месте в избыточном количестве (гамартомы Альбрехта).
Ангиомы — доброкачественные опухоли, развивающиеся из сосудов кровеносных (гемангиомы) или лимфатических (лимфангиомы). 
WHO histological classification of soft tissue tumours
 — Lymphatic tumours
1. Lymphangioma circumscriptum

2. Progressive lymphangioma
Лимфангиома — врождённая доброкачественная опухоль, которая исходит из лимфатических сосудов и состоит из эндотелиальных клеток и соединительной основы. Данные последних лет показывают, что в основе этой патологии лежит порок развития лимфатической системы.
Лимфангиома ограниченная (Lymphangioma circumscriptum) - сосудистая мальформация, включающая поверхностые лимфатические сосуды.
В настоящее время термин «лимфангиома» в применении к лимфатическим мальформациям считается устаревшим, рекомендуется его использование для истинных доброкачественных опухолей лимфатических сосудов.

## Патологическая анатомия
Чаще всего заболевание выявляется в течение первого года жизни ребёнка, как правило большинство подобных образований выявляются к 3-му году жизни. Преимущественно лимфангиомы локализуются в областях скоплений лимфоузлов, растут довольно медленно, хотя и в ряде случаев могут резко увеличиваться в размерах за короткое время.

## Типы лимфангиом
В зависимости от внешнего вида, строения, а также варианта клинического течения различают такие варианты лимфангиом:
- Простая лимфангиома — это разрастание лимфатических сосудов в четко ограниченных участках кожи, а также в подкожной клетчатке.
- Кавернозная лимфангиома — встречается наиболее часто у детей. Состоит из полостей, которые неравномерно наполнены лимфой (некоторые перезаполнены, остальные запустевшие). Полости образованы из соединительнотканного губчатого основания, содержащего эластический каркас, гладкие мышечные волокна, и мелкие лимфатические сосуды.
- Кистозная лимфангиома — состоит из одной или нескольких кист различной величины, как правило от 0,3 см и до огромных размеров, иногда даже размером с голову ребенка. Они могут, как сообщаться так и не сообщаться между собой. Стенки такой лимфангиомы плотные, содержащие плотную соединительную ткань.

Более удобная классификация, на основании которой принимается решение о выборе метода лечения, строится на размере лимфангиомы:
- Макрокистозная лимфангиома — размер более 5 см.
- Микрокистозная лимфангиома — размер менее 5 см.

## Клиника

### Диагностика
Диагностика основана на неинвазивных методах исследования, таких как УЗИ, рентгенография, магнитно-резонансная и компьютерная томография.
Основным методом диагностики лимфангиомы (лимфатической и лимфовенозной мальформаций) является ультразвуковое исследование. Данное исследование не является единственным и исключающим другие методы диагностики. Вторым основным методом диагностики, позволяющим визуализировать патологические ткани является МРТ.
Комплексное обследование пациента с лимфангиомой (лимфатической и лимфовенозной мальформациями) головы и шеи включает следующие методы обследования: 1) УЗИ, 2) МРТ тканей головы и шеи (в том числе с внутривенным введением контрастного препарата), 3) фиброларингоскопия, 4) исследование свёртывающей системы крови, 5) КТ костей свода черепа, лицевого скелета и позвоночника, 6) полисомнография, 7) ультразвуковая допплерография сосудов головы, шеи, лица.

## Лечение
Лечение заболевания как правило склерозированием, наиболее часто препаратом блеомицин. Хирургическое удаление не желательно из-за частых рецидивов